# الصافح (حزم العدين)

تعديل مصدري - تعديل

الصافح محلة تابعة لقرية الزراعي، التابعة لعزلة بني اسعد بمديرية حزم العدين إحدى مديريات محافظة إب في الجمهورية اليمنية، بلغ تعداد سكانها 48 حسب تعداد اليمن لعام 2004.